# یان فرانک
یان فرانک (اسلواکی: Ján Franek؛ زادهٔ ۱۴ آوریل ۱۹۶۰) بوکسور سابق و بازیگر اهل اسلواکی است.